# Балка Хуторська
Ба́лка Хуторська́ — ландшафтний заказник місцевого значення в Україні. Розташований на території Запорізького району Запорізької області, за 300 м. на північ від села Сонячне. 
Площа — 7 га, статус отриманий у 1998 році.

## Природні особливості
Заказник займає верхню частину балки Хуторська, яка є складовою частиною долини р. Верхня Хортиця — правої притоки Дніпра. 
Нижче південної межі заказника на денну поверхню виклинюються докембрійські граніти і струмок.

### Рослинний світ

#### Загальний стан рослинного покриву
Заказник знаходиться в безпосередній близькості до м. Запоріжжя і є традиційним місцем відпочинку городян та мешканців новостворених с. Сонячне і великого дачного селища, розташованого поблизу в одному з відрогів балки. Це спричинило до того, що частина території новоствореного заказника зазнала певної деградації рослинного покриву (2—4 стадії пірогенної та рекреаційної дигресії). По днищу балки раніше зростав байрачний ліс, який зберігся тільки у верхів'ях балки і місцями у вигляді чагарників у середній частині заказника. На місці байрачної рослинності утворились суходільні луки. Схили балки вкриті степовою рослинністю, представленою різнотравно-типчаково-ковиловим, лучним і чагарниковим степом.

#### Раритетні види та угруповання рослин
На території заказника зростає 8 видів рослин, занесених до Червоної книги України (сон лучний, горицвіт волзький, астрагал понтійський, брандушка різнокольорова, шафран сітчастий, рястка Буше, ковила волосиста, ковила пірчаста), а також 9 видів рослин, занесених до Червоного списку рослин Запорізької області (ефедра двоколоскова, мигдаль степовий, астрагал пухнастоквітковий, барвінок трав'янистий, півники маленькі, гіацинтик блідий, белевалія сарматська, зірочки цибулиноносні, проліска дволиста).
На території заказника виявлено 2 рослинні угруповання, які занесені до Зеленої книги України, зокрема формації мигдалю степового і ковили волосистої.

### Твариний світ

#### Раритетні види тварин
На території заказника зареєстровано 6 видів  тварин, занесених до Червоної книги України (махаон, подалірій, ксилокопа звичайна, ящірка зелена, полоз жовточеревий, сліпак подільський). 

## Галерея

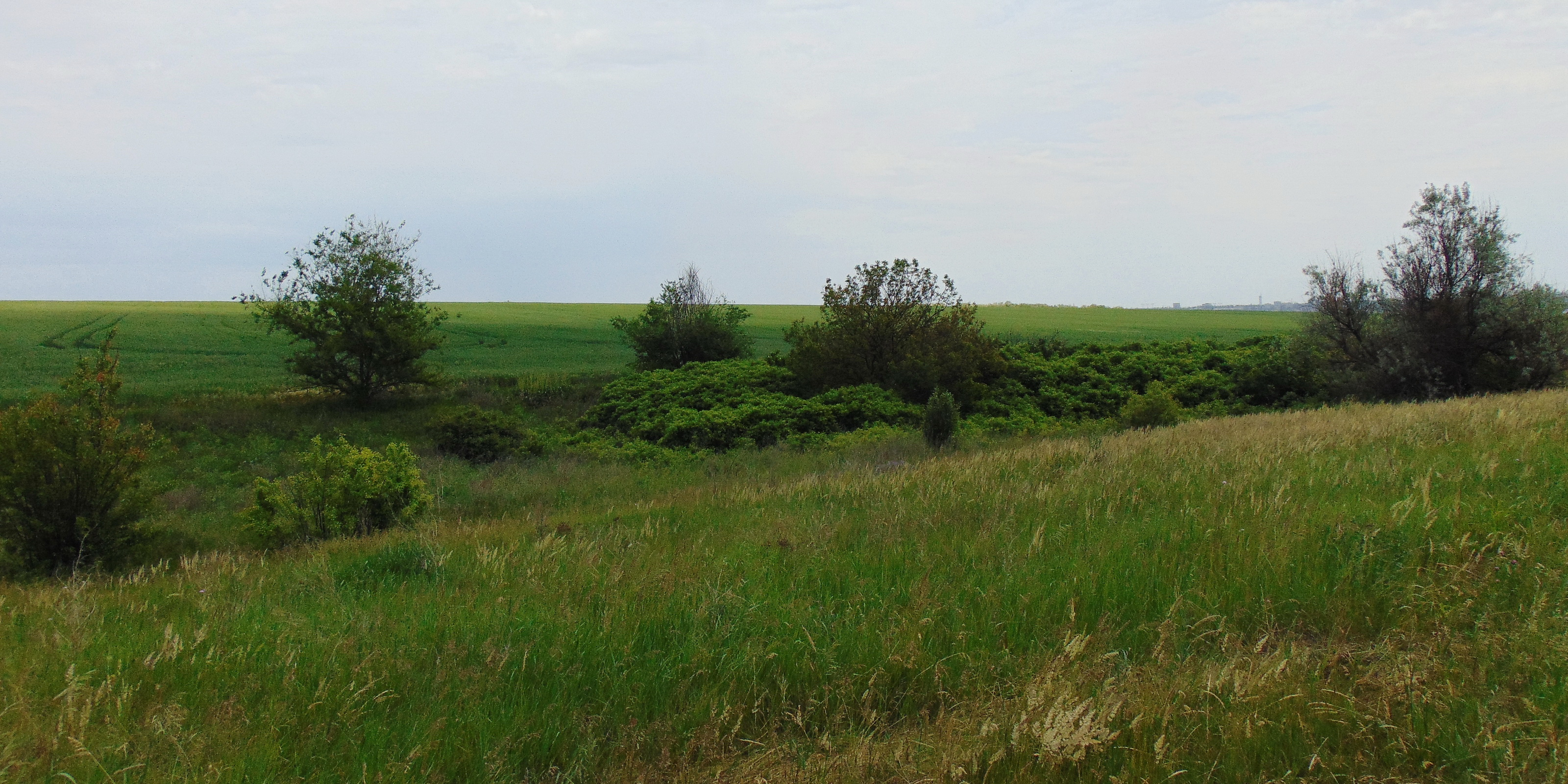
Середня частина заказника
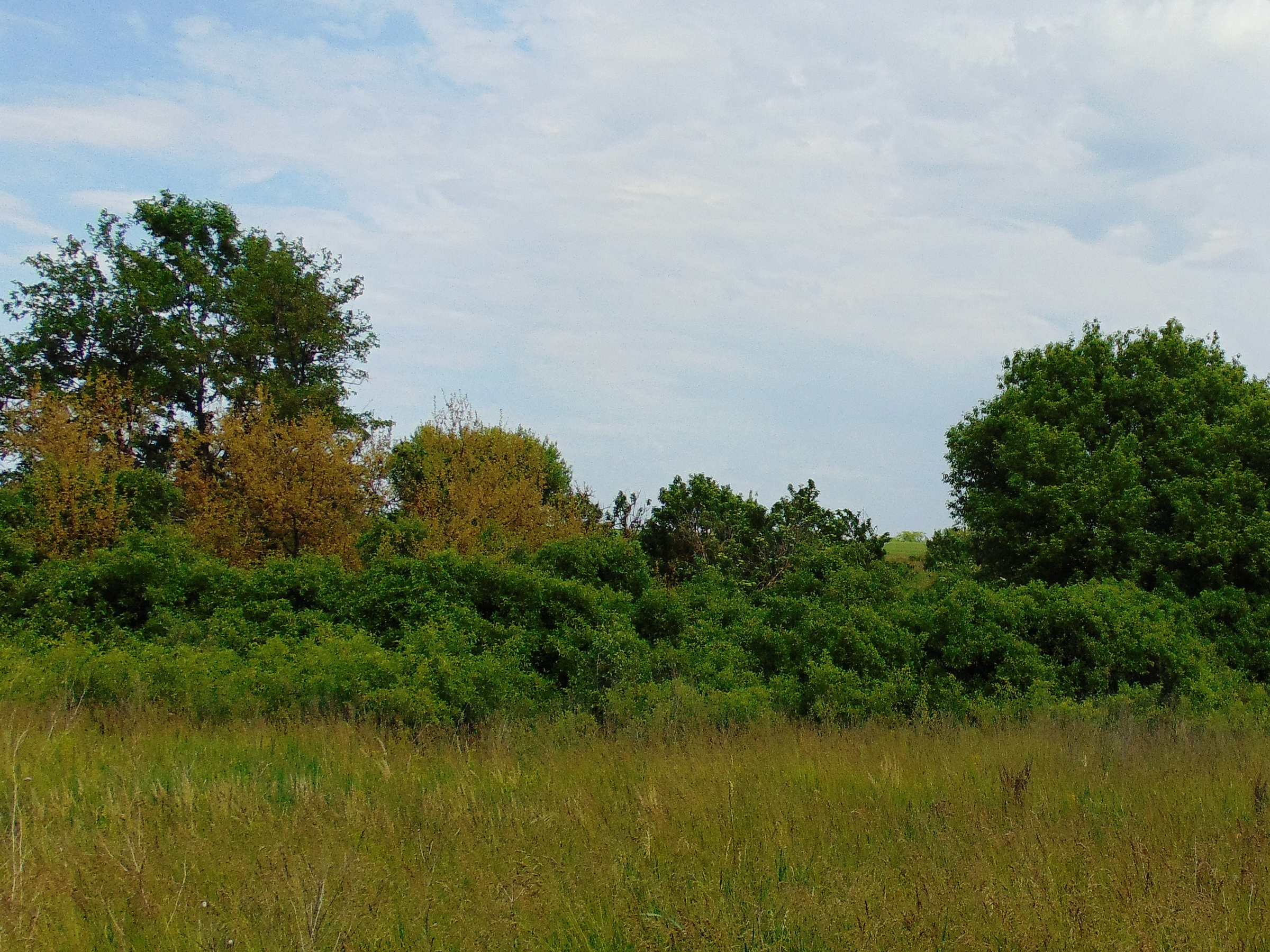
Залишки байрачного лісу
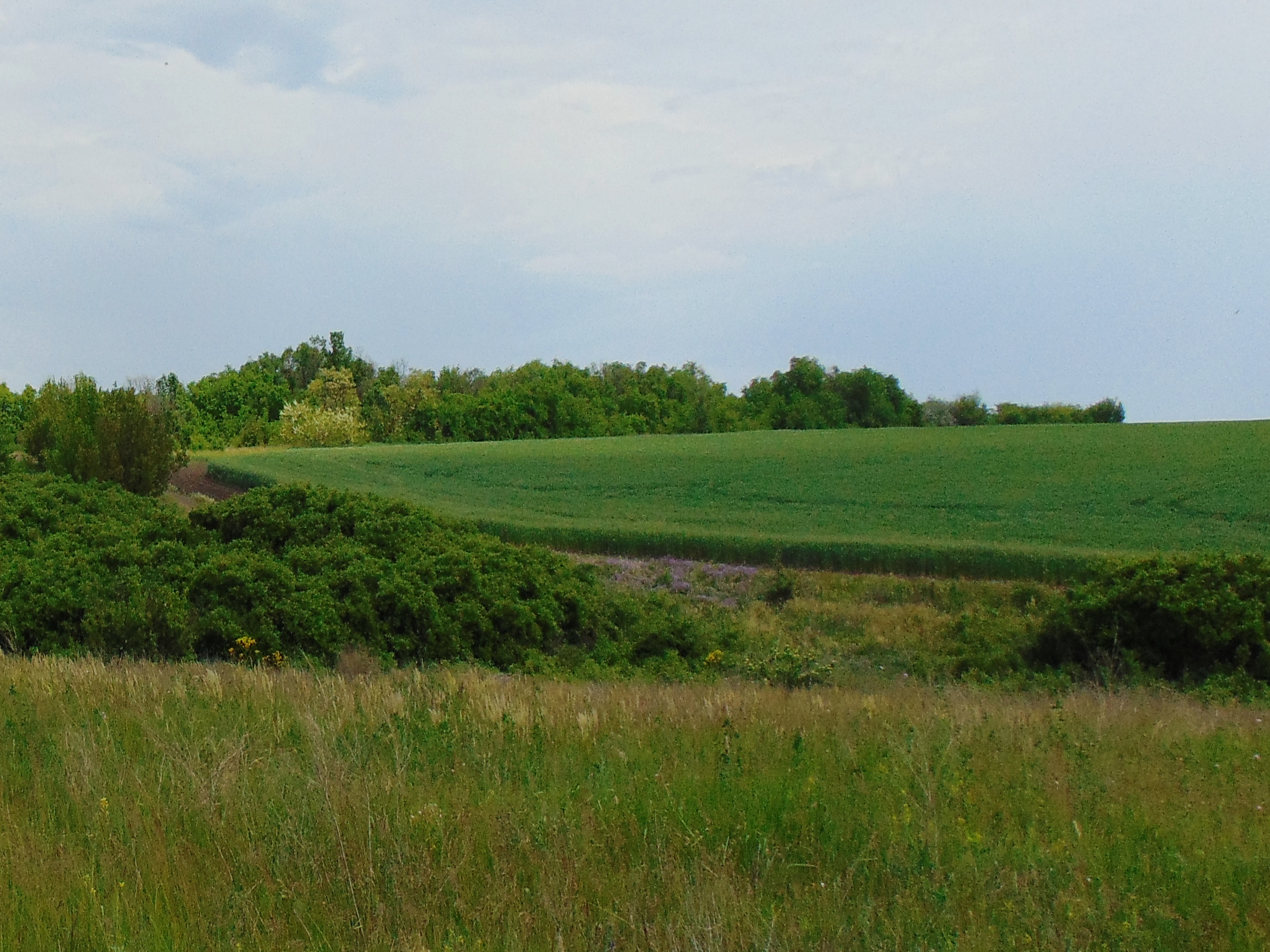
Чагарникова рослинність
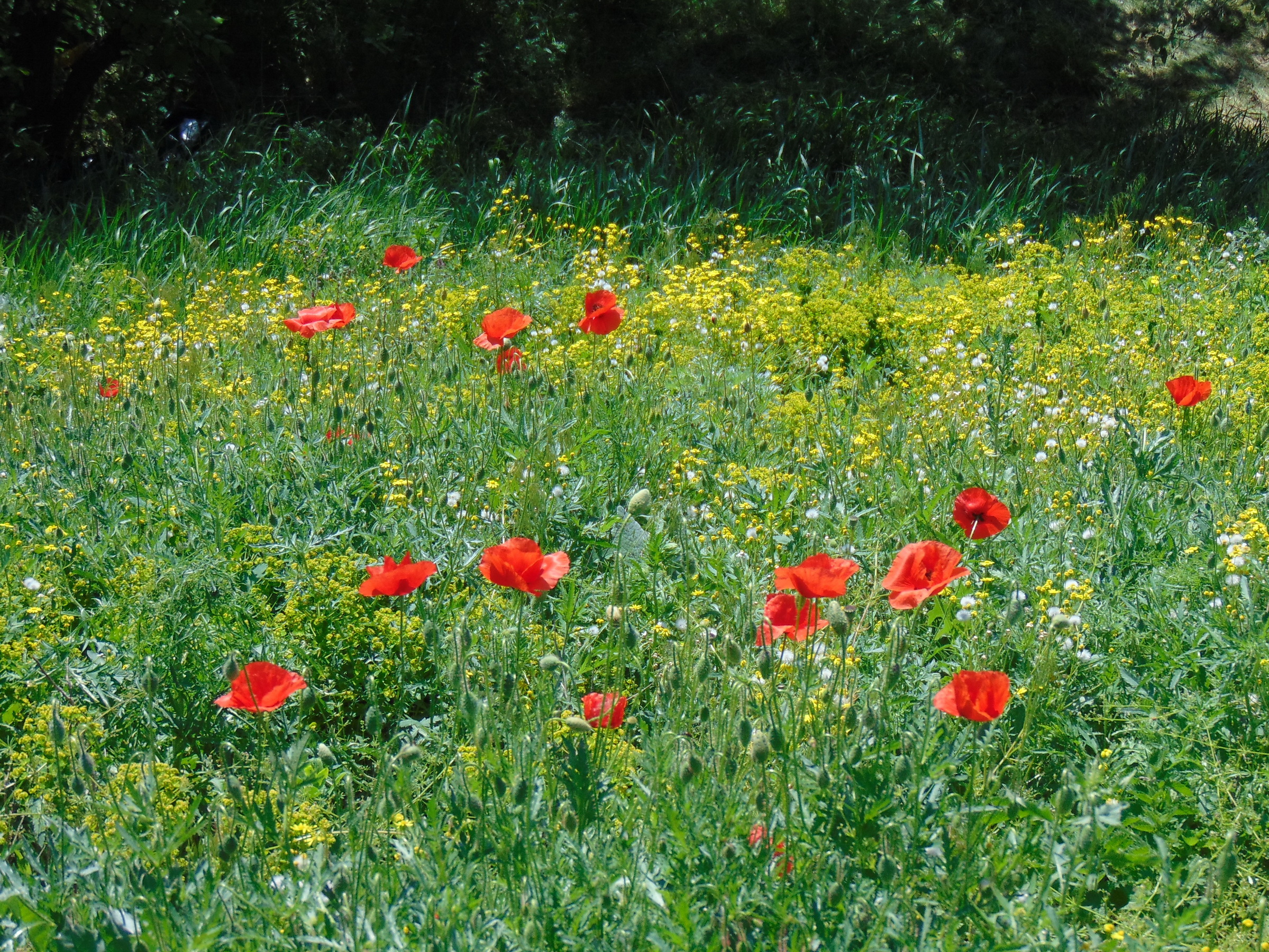
Лучне різнотрав'я
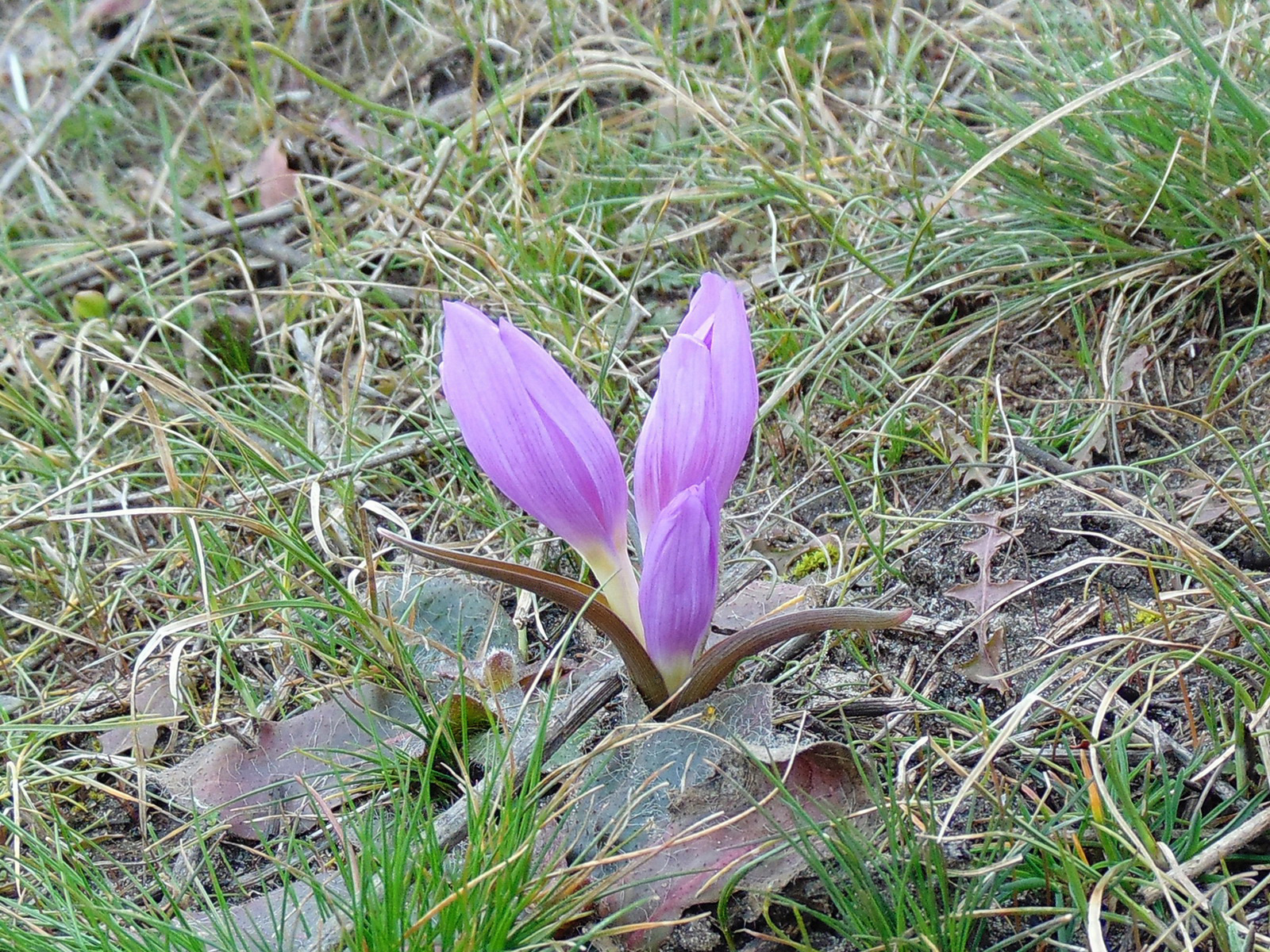
Брандушка різнокольорова
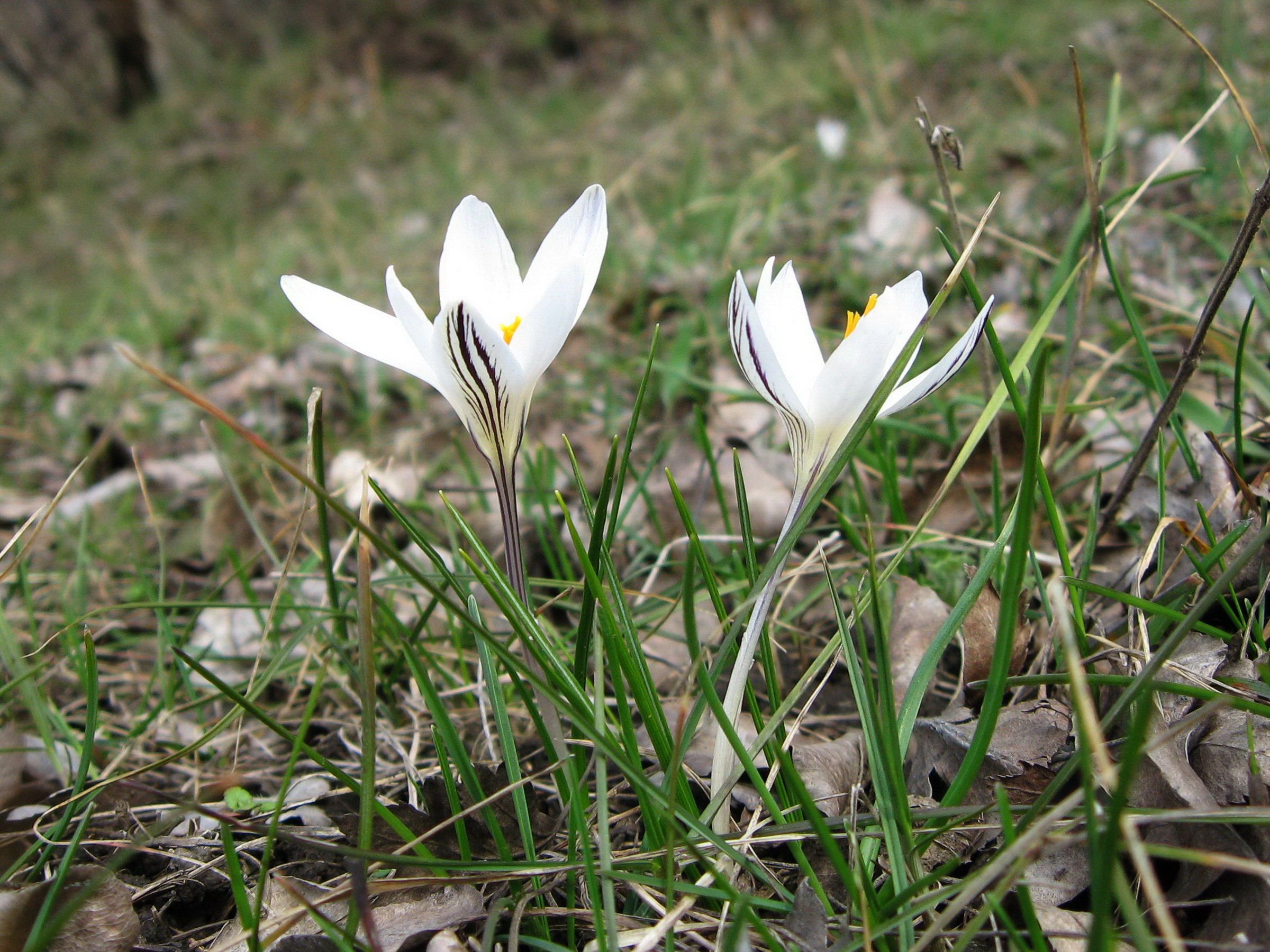
Шафран сітчастий
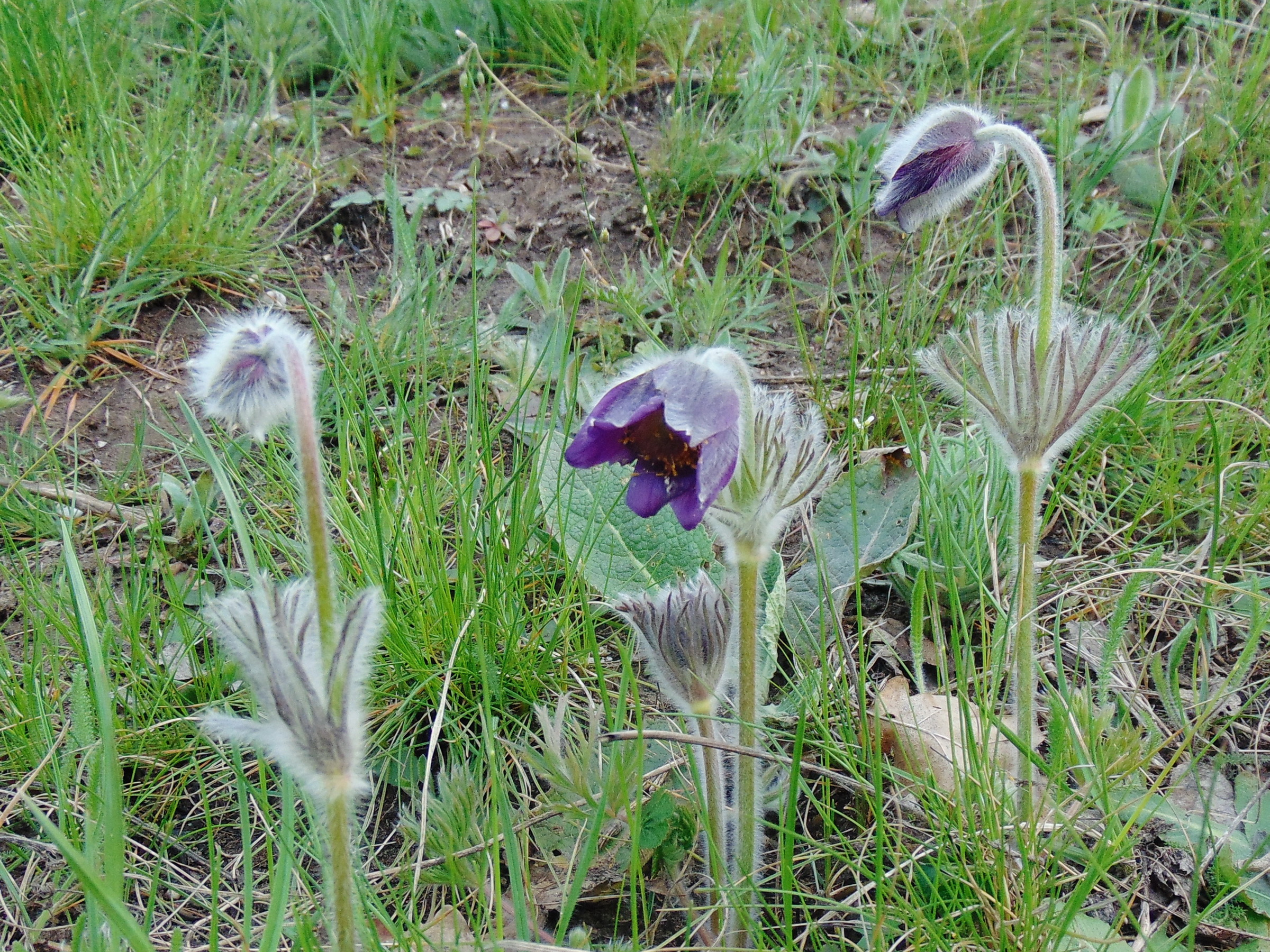
Сон лучний
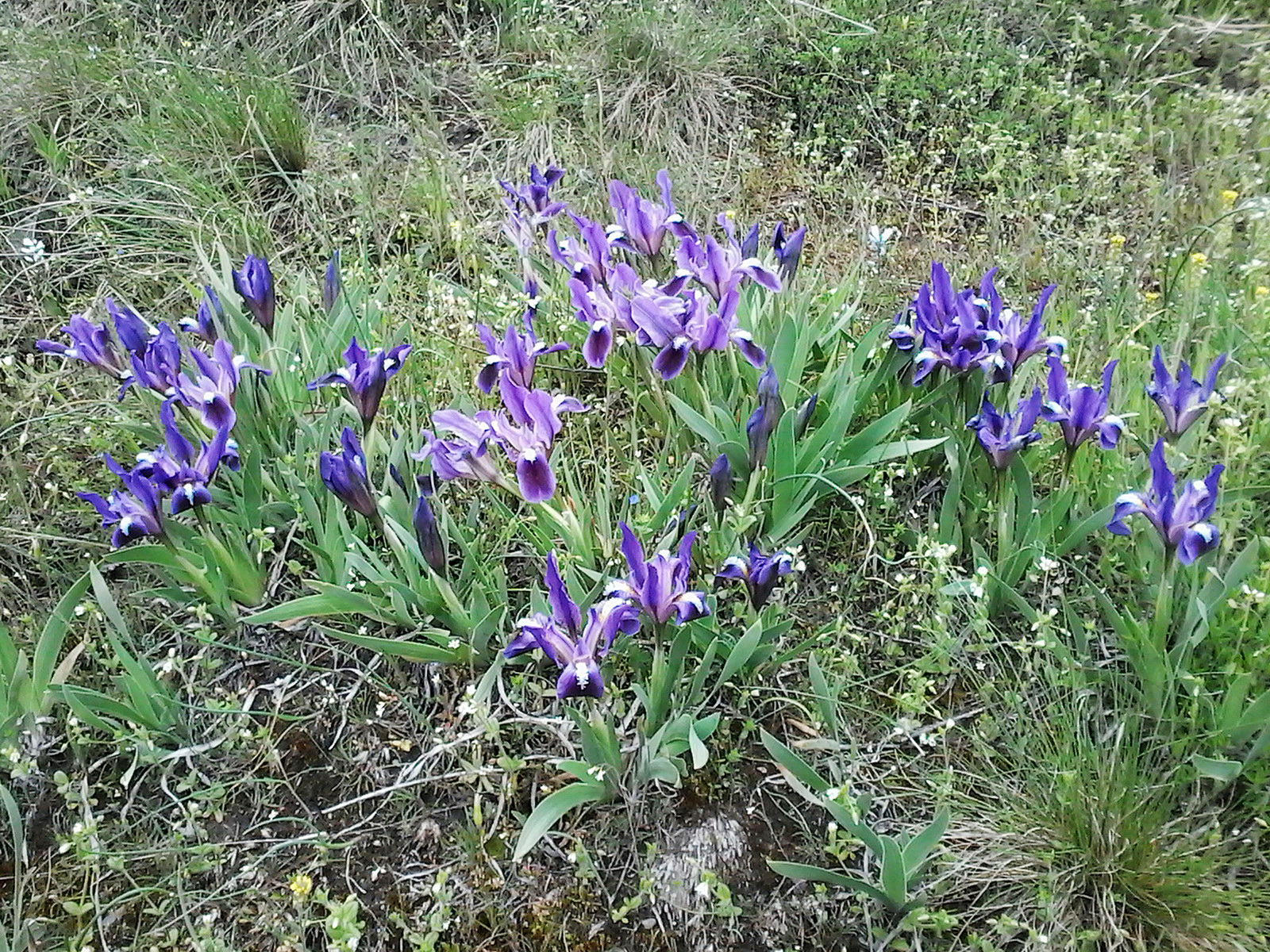
Півники маленькі
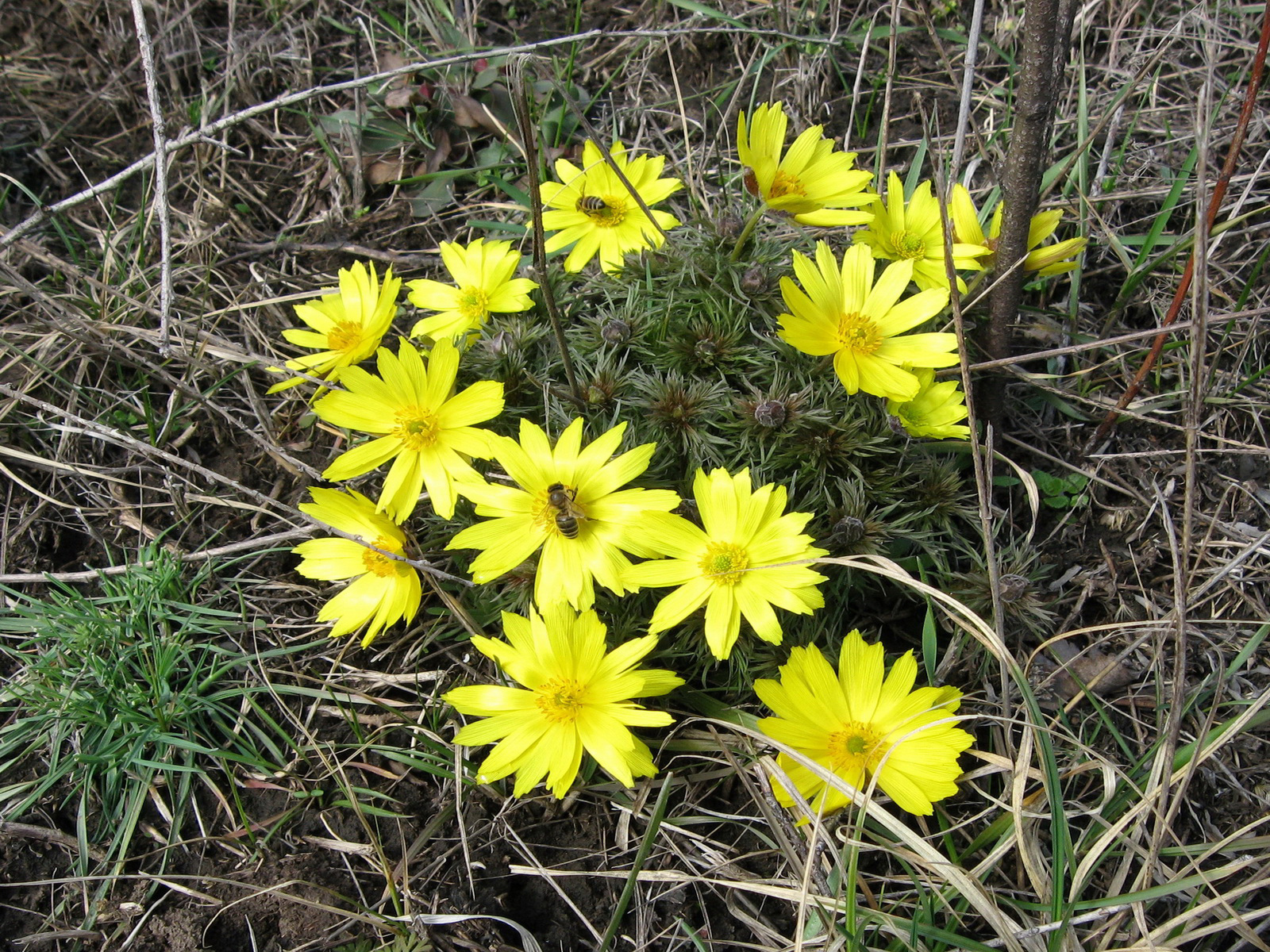
Горицвіт волзький
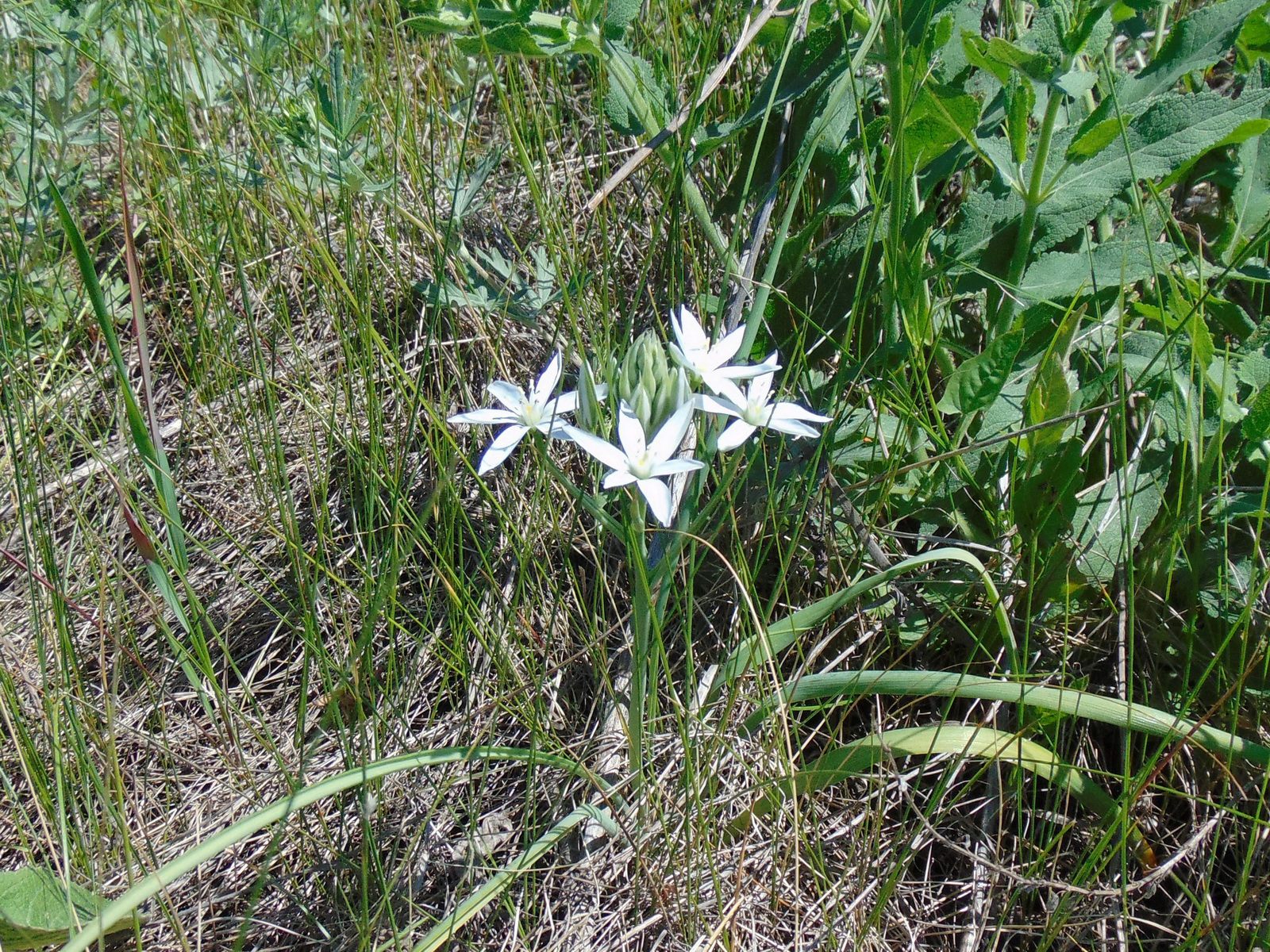
Рястка Гуссона
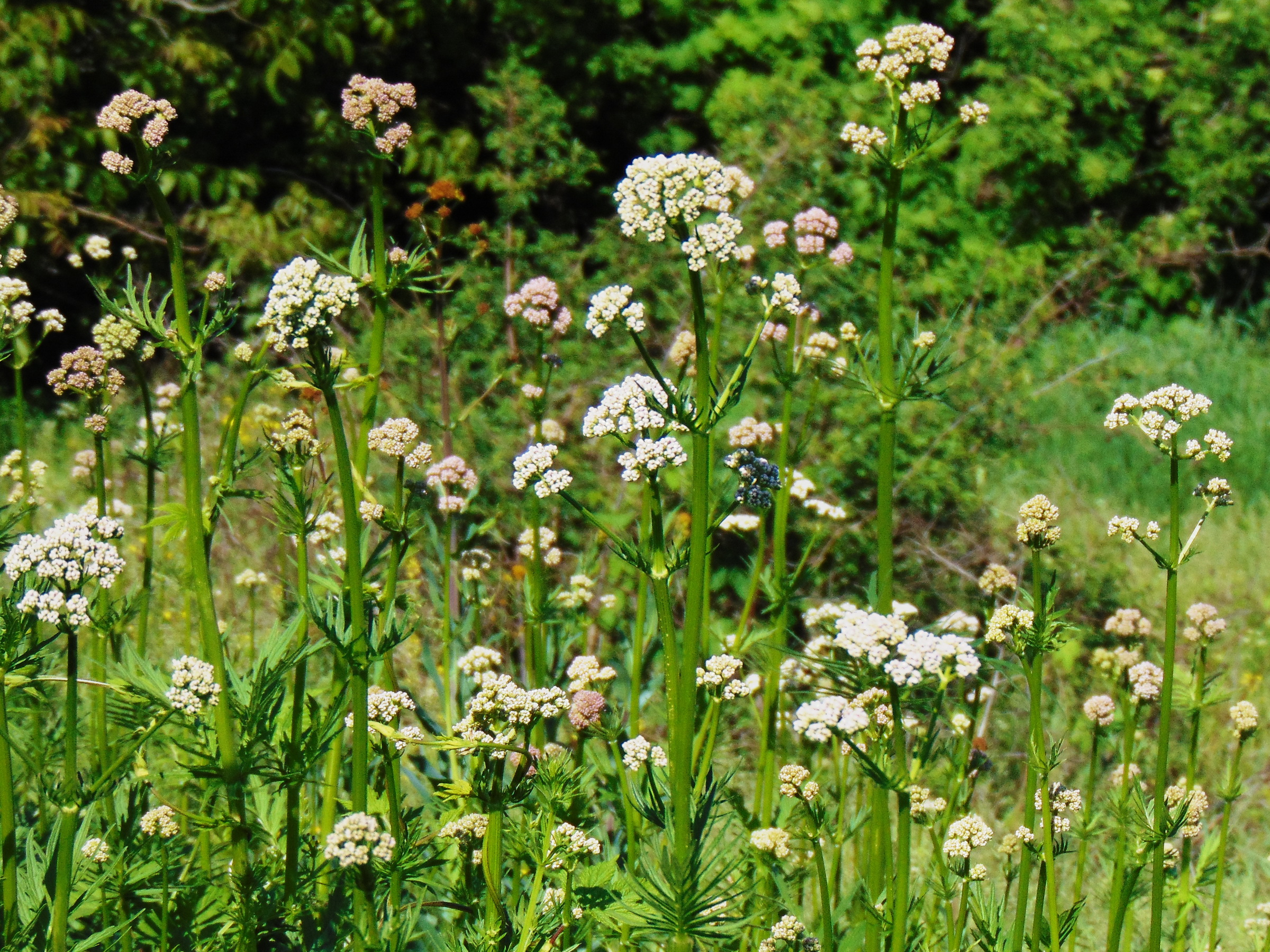
Валеріана лікарська
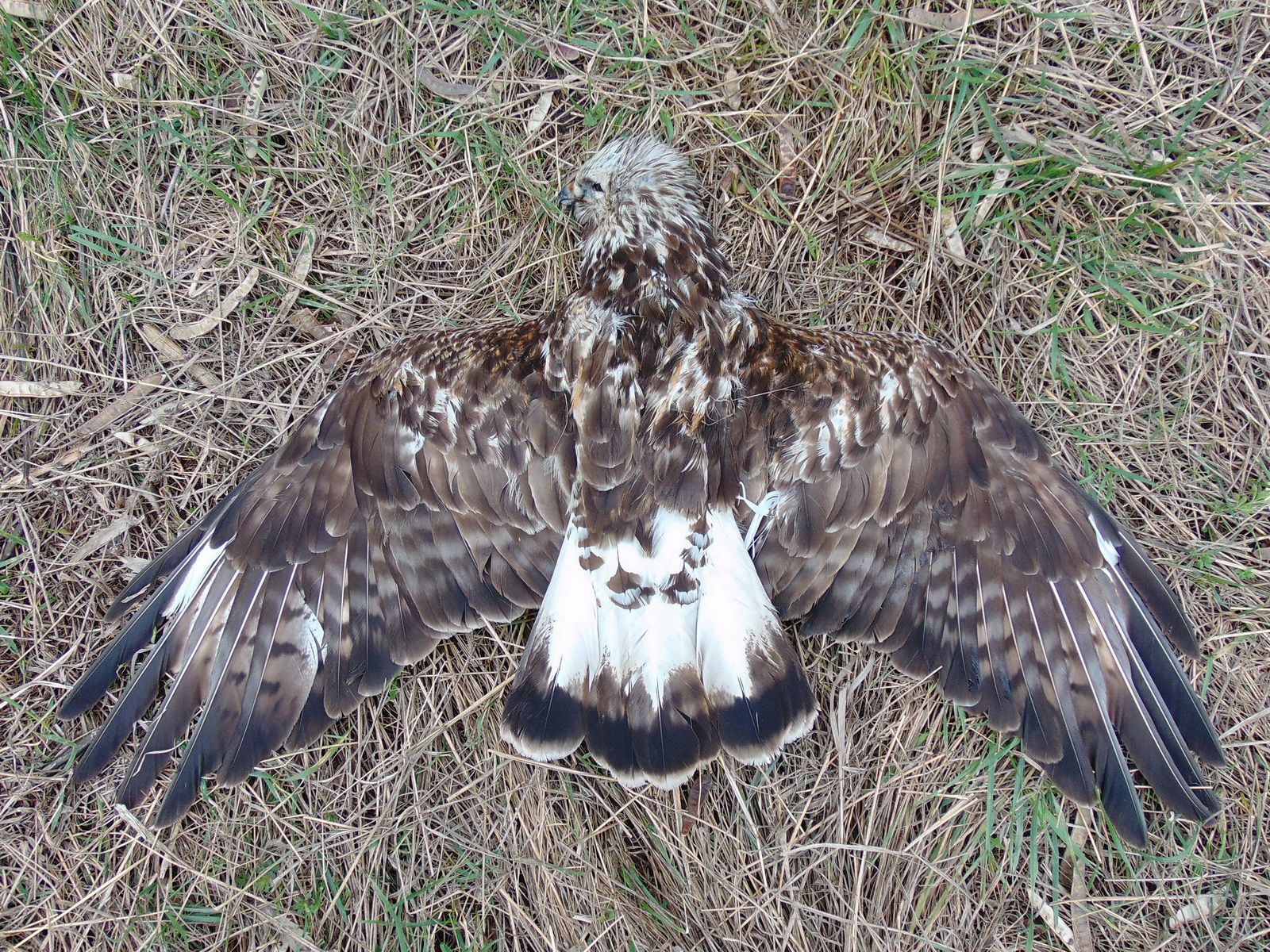
Сумна знахідка — підстрелений зимняк
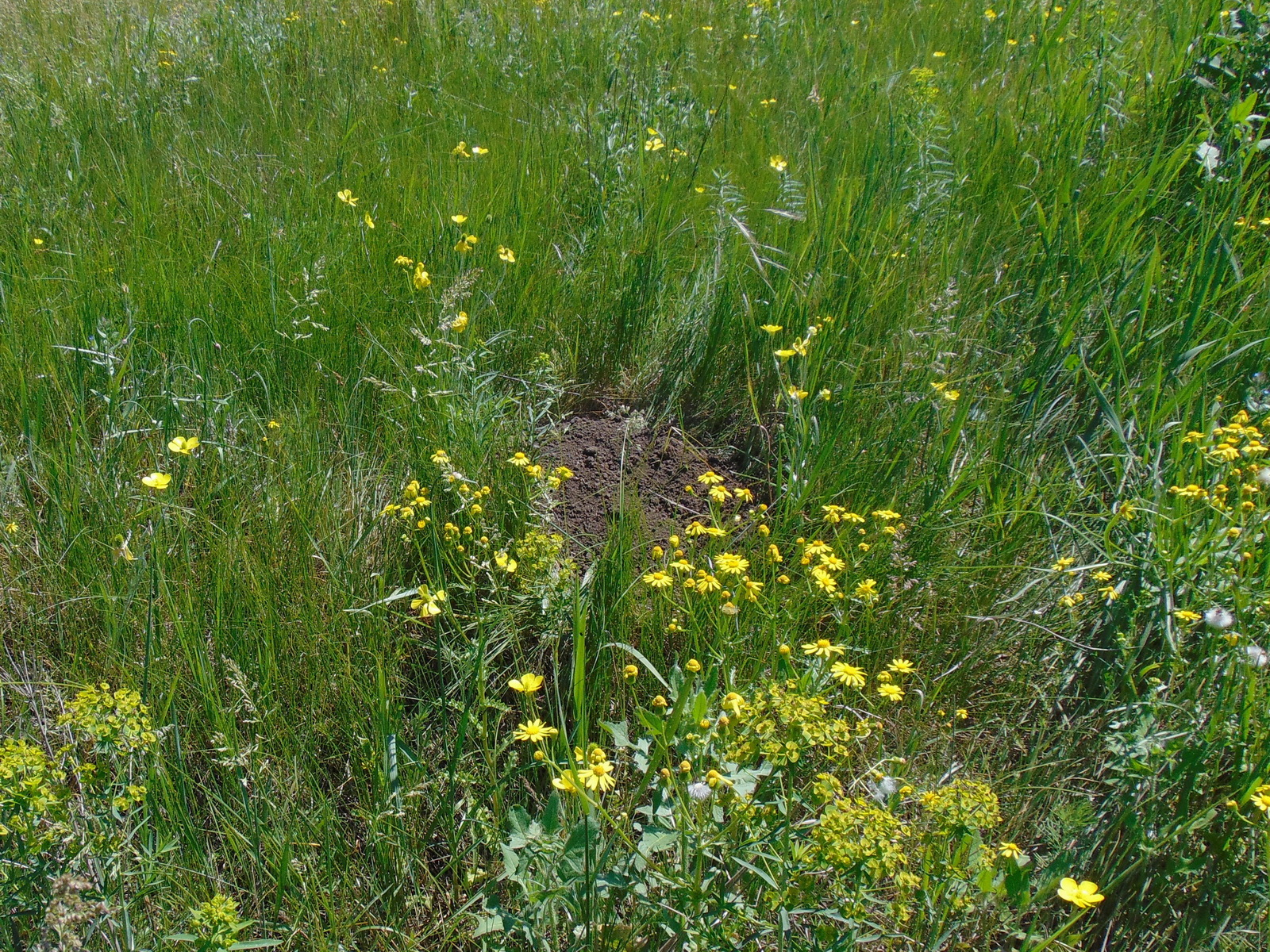
Викиди грунту сліпака подільського